# Острів Жовтневої Революції
Острів Жовтневої Революції (англ. October Revolution Island, рос. Остров Октябрьской Революции) — найбільший, центральний острів архіпелагу Північна Земля у Таймирському Долгано-Ненецькому районі Красноярського краю Росії.

## Географія
Острів знаходиться на кордоні Карського та Моря Лаптєвих в Арктиктиці (Північний Льодовитий океан), розташовується в центральній частині архіпелагу Північна Земля, що лежить на крайній півночі Красноярського краю. Простягся з північного заходу на південний схід на 170 км, при максимальній ширині до 137 км. Має площу — 14 204 км² (59-те місце у світі). Найвища вершина Льодовик Карпінського (963 м). Острів Жовтневої Революції — безлюдний.